# World Rugby Rankings
| Topp 30 Rankings per den 12 juni 2023 | Topp 30 Rankings per den 12 juni 2023 | Topp 30 Rankings per den 12 juni 2023 |
| Rank                                  | Lag                                   | Poäng                                 |
| ------------------------------------- | ------------------------------------- | ------------------------------------- |
| 1                                     | Irland                                | 91.82                                 |
| 2                                     | Frankrike                             | 90.47                                 |
| 3                                     | Nya Zeeland                           | 88.98                                 |
| 4                                     | Sydafrika                             | 88.97                                 |
| 5                                     | Skottland                             | 82.77                                 |
| 6                                     | England                               | 82.12                                 |
| 7                                     | Australien                            | 81.8                                  |
| 8                                     | Argentina                             | 80.72                                 |
| 9                                     | Wales                                 | 78.08                                 |
| 10                                    | Japan                                 | 77.39                                 |
| 11                                    | Georgien                              | 76.23                                 |
| 12                                    | Samoa                                 | 76.03                                 |
| 13                                    | Fiji                                  | 74.84                                 |
| 14                                    | Italien                               | 74.63                                 |
| 15                                    | Tonga                                 | 71.21                                 |
| 16                                    | Portugal                              | 67.62                                 |
| 17                                    | Uruguay                               | 66.24                                 |
| 18                                    | USA                                   | 65.92                                 |
| 19                                    | Rumänien                              | 65.85                                 |
| 20                                    | Spanien                               | 64.05                                 |
| 21                                    | Namibia                               | 61.6                                  |
| 22                                    | Chile                                 | 60.89                                 |
| 23                                    | Kanada                                | 60.46                                 |
| 24                                    | Hongkong                              | 59.66                                 |
| 25                                    | Ryssland                              | 58.06                                 |
| 26                                    | Nederländerna                         | 55.84                                 |
| 27                                    | Schweiz                               | 55.72                                 |
| 28                                    | Brasilien                             | 55.23                                 |
| 29                                    | Belgien                               | 54.58                                 |
| 30                                    | Korea                                 | 53.6                                  |

World Rugby World ranking är internationella rugbyförbundets officiella ranking för rugby unionlandslag. Rankinglistan introducerades 2003. Efter Argentinas seger mot hemmanationen Frankrike i Världsmästerskapet i rugby 2007 toppades för första gången någonsin listan av fyra lag från södra halvklotet.